# Gnathophis bracheatopos
Gnathophis bracheatopos är en fiskart som beskrevs av Smith och Kanazawa, 1977. Gnathophis bracheatopos ingår i släktet Gnathophis och familjen havsålar. Inga underarter finns listade i Catalogue of Life.